# Corymbia dunlopiana
Corymbia dunlopiana là một loài thực vật có hoa trong Họ Đào kim nương. Loài này được K.D.Hill & L.A.S.Johnson mô tả khoa học đầu tiên năm 1995.